# Saint-Aubin-d'Aubigné
Saint-Aubin-d'Aubigné è un comune francese di 3 361 abitanti situato nel dipartimento dell'Ille-et-Vilaine nella regione della Bretagna.

## Società

### Evoluzione demografica
Abitanti censiti